# The Stone
The Stone je kulturní zařízení, v němž se pořádají vystoupení hudebníků specializujících se na experimentální hudbu. Založeno bylo v dubnu roku 2005 skladatelem a hudebníkem Johnem Zornem. Nachází se v manhattanské části Alphabet City. Kromě Zorna zde v minulosti vystupovali například Fred Frith, Lou Reed, Mike Patton a Tyshawn Sorey. V prosinci 2016 Zorn uvedl, že klub bude v únoru 2018 uzavřen, pokud nebude nalezeno místo, kam by mohl být přesunut. V březnu 2017 bylo oznámeno, že v březnu následujícího roku bude klub sice na stávajícím místě uzavřen, ale nově bude přesunut do Greenwich Village. Podle oznámeného záměru byl klub v únoru 2018 uzavřen.